# Howard Johnson (musicista)
Howard Johnson (Montgomery, 7 agosto 1941 – New York, 11 gennaio 2021) è stato un musicista, polistrumentista e attore statunitense.

## Biografia
Afroamericano dell'Alabama, divenne noto principalmente come virtuoso del sax baritono, ma aveva appreso anche clarinetto, tromba, tuba e altri strumenti a fiato.
Negli anni '60 suonò con Charles Mingus, Hank Crawford, Rahsaan Roland Kirk, Archie Shepp e Hank Mobley nell'album A Slice of the Top. Iniziò quindi una lunga collaborazione con Gil Evans nel 1966. Fu arrangiatore di una sezione di fiati che accompagnò Taj Mahal nell'album dal vivo del 1971, The Real Thing, che comprendeva altri tre  polistrumentisti, Bob Stewart, Joseph Daley e Earl McIntyre. Sino alla fine del XX secolo suonò con la band di Levon Helm. Negli anni '70 fu il direttore dal vivo della Saturday Night Live Band, producendosi pertanto in diversi numeri musicali dello show.
Dopo aver diretto tre band di tuba, collaborò con Tomasz Stanko, Substructure, Tuba Libre e soprattutto i Gravity. Nel 1981 si esibì al Woodstock Jazz Festival, tenutosi per celebrare il decimo anniversario del Creative Music Studio.
Ebbe un ruolo minore nel film Eddie and the Cruisers, uscito nel 1983. Apparve anche in episodi di Matlock e Hill Street Blues.
Nel 1984 accompagnò Jaco Pastorius al Live Under The Sky Festival in Giappone.
Johnson è morto l'11 gennaio 2021 a New York dopo una lunga malattia.

## Vita privata
Ebbe un figlio, David, morto nel 2009, e una figlia, Nedra. David divenne attore, Nedra invece cantante e musicista blues.